# Buscando un amor
Buscando un amor es el último disco del músico de blues rock argentino Pappo, editado el 15 de octubre del año 2003 por Redlojo y fue distribuido por Sony Music.

## Detalles
Este disco fue producido por el mediático empresario Jorge «Corcho» Rodríguez (figura como «Slide Thomas» en los créditos), quien había trabado amistad con Pappo por aquel entonces. 
La portada del álbum incluye a los grandes guitarristas Muddy Waters, Stevie Ray Vaughan, Robert Johnson, John Lee Hooker y Jimi Hendrix, quienes aparecen sentados en una mesa, jugando al póker con Pappo.
La última parte del disco incluye un homenaje a B.B. King, con varios covers de temas que el «Rey del Blues» solía tocar.
Este fue el último trabajo del «Carpo», ya que fallecería a poco más de un año de la edición del CD.
En 2017, Buscando un amor fue editado en disco de vinilo por primera vez, y reeditado en una versión expandida de 2 CDs.

## Lista de canciones
| N.º | Título                   | Duración |  |
| 1.  | «Ella Es un Ángel»       | 2:31     |  |
| 2.  | «Buscando un Amor»       | 2:30     |  |
| 3.  | «Rock and roll y fiebre» | 3:51     |  |
| 4.  | «Juntos a la par»        | 2:41     |  |
| 5.  | «Mejor que Vos»          | 2:05     |  |
| 6.  | «Yo Te Amo Más»          | 1:06     |  |
| 7.  | «Banquero Blues»         | 5:33     |  |
| 8.  | «Aquel Gato»             | 5:17     |  |
| 9.  | «Quizás Mañana»          | 3:23     |  |
| 10. | «Los Bares»              | 2:23     |  |
| 11. | «Descortés»              | 2:25     |  |
| 12. | «Botas Sucias»           | 2:31     |  |
| 13. | «Trabajo Forzado»        | 4:08     |  |
| 14. | «Katmandú»               | 3:36     |  |
| 15. | «Tributo a B.B. King»    | 2:03     |  |
| 16. | «Trouble No More»        | 3:15     |  |
| 17. | «Thrill Is Gone»         | 3:37     |  |
| 18. | «Little Red Rooster»     | 4:16     |  |
| 19. | «Killin' Floor»          | 2:31     |  |
| 20. | «Rock Me Baby»           | 3:12     |  |

## Músicos
- Pappo - Guitarra y voz
- Yulie Ruth - Bajo
- "Bolsa" González - Batería
- Luis Robinson - Armónica
- Blacanblus - Coros
- Botafogo